# Viol à Grey Rock
Viol à Grey Rock est un album de bande dessinée d’ambiance western, écrit et dessiné par Yves Swolfs, paru en 1980 comme 3e numéro de la revue Sexstar des éditions des Archers.

## Synopsis
Le héros, en quête de vengeance, retrouve et exécute les assassins de sa femme sauvagement tuée. Pour ce faire, il se fait aider par une jeune femme qu’il a précédemment sauvée in extremis d’un viol et dont il a liquidé les agresseurs.

## Commentaires
Paru initialement en 1980, ce western de 96 planches est parfois présenté (notamment dans l’ouvrage de référence BDM Trésors de la bande dessinée) comme le tome no 0 de la série Durango du même auteur, dont la publication débute l’année suivante.
Bien que dans les faits Viol à Grey Rock soit un récit indépendant, car ne faisant pas intervenir les mêmes personnages, une lecture comparative de cet album et du tome 1 de la série Durango, Les chiens meurent en hiver, permet toutefois de noter une ressemblance dans le thème abordé et le physique du héros. Ces deux récits d’Yves Swolfs empruntent largement et adaptent chacun quelque peu différemment la trame du film Le Grand Silence.

## Publication
- janvier 1980 : édition de 96 pages en format de poche aux éditions des Archers, collection « Sexstar ».
- juin 2010 : édition de 48 pages au format A4 à l’italienne imprimée à 25 exemplaires en noir et blanc aux éditions Cap au Large. Chacune des pages reprend côte à côte deux planches de l’édition originale. Ceci permet de respecter la maquette d’origine mais implique une lecture dans le sens vertical des cases, fidèle au format de poche. Un soin tout particulier a apparemment été apporté à cette réédition puisque les albums sont cartonnés et imprimés sur papier mat satiné de très bonne facture.
- juin 2011 : fac-similé de l’édition originale tiré à 800 exemplaires. Il s'agit d'une réédition officielle avec l’accord de l'auteur.
- juillet 2011 : réédition de la version de juin 2010 mais pour la toute première fois en couleurs. Le tirage limité est numéroté sur la 4e de couverture de 1/50 à 50/50.